# إدمون رباط
ادمون رباط (29 تشرين الثاني / 1904—18 أيلول 1991) مفكر قومي عربي وقانوني وباحث سوري ولد في حلب. انتخب نائبا عن حلب في البرلمان السوري (1936 إلى 1939). أهم كتبه الوحدة السورية والمصير العربي، الذي نشره في باريس عام 1937. من مؤلفاته الأخرى بالفرنسية «تجربة السلام في التاريخ» (1945) ومن مؤلفاته بالعربية «مهمة النخبة في خلق المواطن الصالح» (1957).
في كتابه الوحدة السورية والمصير العربي يعلن يؤمن رباط بوجود أمة عربية تجمعها عناصر العرق ولأصل ووحدة اللغة والدين الإسلامي. وهو يعتقد أن الأمة الإسلامية، في مرحلة تكوينها الأولى، هي الأمة العربية.